# دوغلاس فيدال خيمينيز
دوغلاس فيدال خيمينيز (بالإسبانية: Douglas Vidal Jiménez)‏ هو لاعب كرة قدم ومدرب كرة قدم سلفادوري، ولد في 8 أبريل 1968 في سان سلفادور في السلفادور. شارك مع منتخب السلفادور لكرة القدم. أما مع النوادي، فقد لعب مع أتلتيكو مارته ‏.